# Kirche St. Johannes der Täufer (Samarqand)
Die Kirche St. Johannes der Täufer (russisch Церковь Святого Иоанна Крестителя (Самарканд)) ist ein römisch-katholisches Kirchengebäude in der usbekischen Stadt Samarqand.

## Überblick
Im 19. Jahrhundert siedelte sich eine kleine katholische Minderheit in Samarkand an, die aus Kaufleuten polnischer oder deutscher Herkunft bestand. Sie baten 1905 um die Genehmigung zum Bau einer Kirche, die ihnen jedoch verweigert wurde. Im Jahr 1915 kam eine Reihe Kriegsgefangener aus Polen, Preußen und Österreich hinzu, so dass die katholische Gemeinde ihre Kirche bauen durfte. Sie kauften das Grundstück in der heutigen Makhmud-Kochgari-Straße. Die neugotische Kirche mit Stelzenturm wurde von dem Architekten E. O. Nelle geplant und 1916 fertiggestellt. Im Jahr 1930 wurde sie von den Behörden der Usbekischen Sozialistischen Sowjetrepublik geschlossen, um eine Schule einzurichten.
Im Jahr 1995 erhielt die katholische Gemeinde der Stadt auf Initiative von Pater Ivan Rolloff die Erlaubnis, das Gebäude offiziell zu registrieren und 1997 zu restaurieren. Nach den Restaurierungsarbeiten wurde die Kirche am 27. März 1999 eingeweiht.

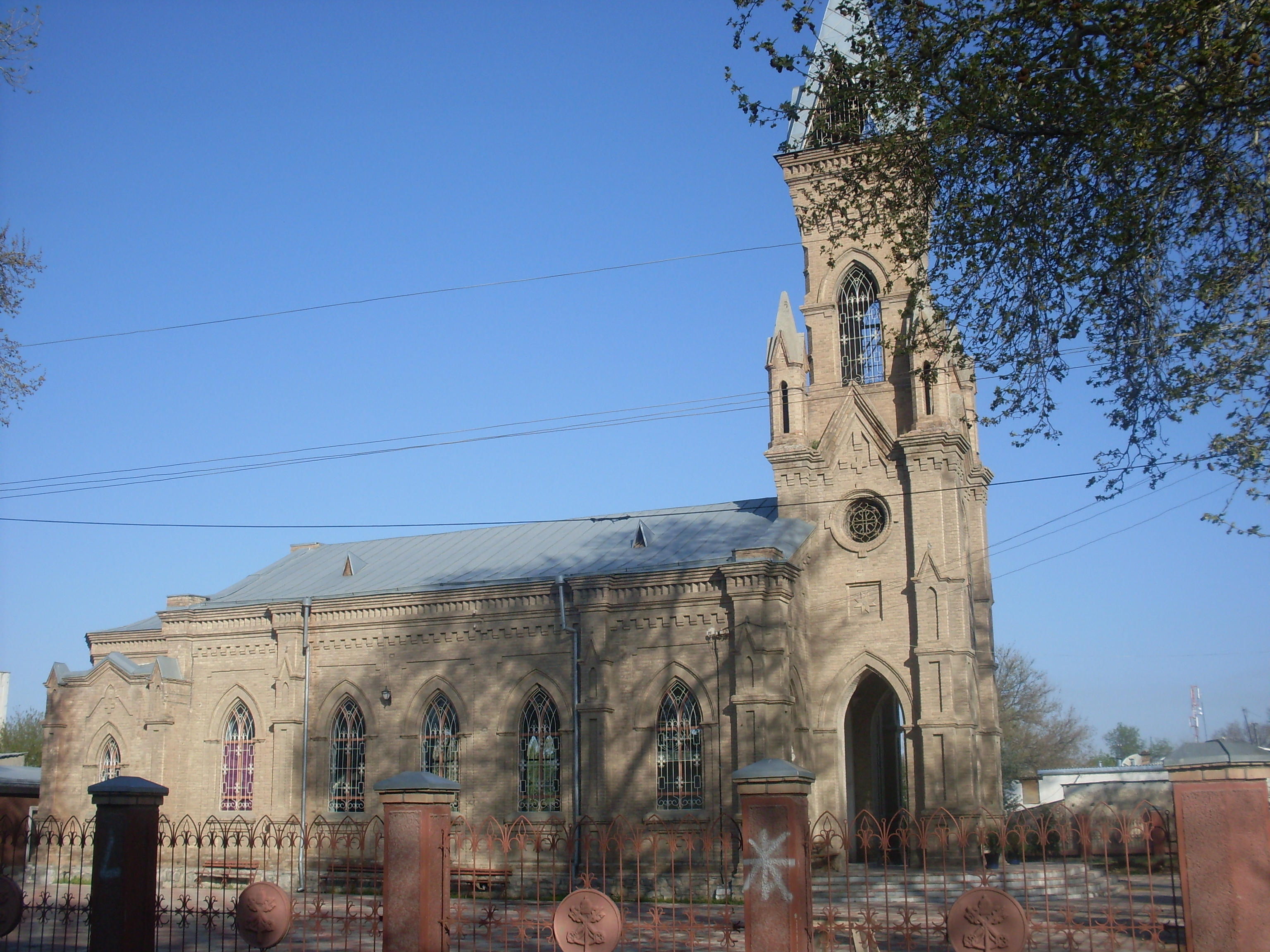
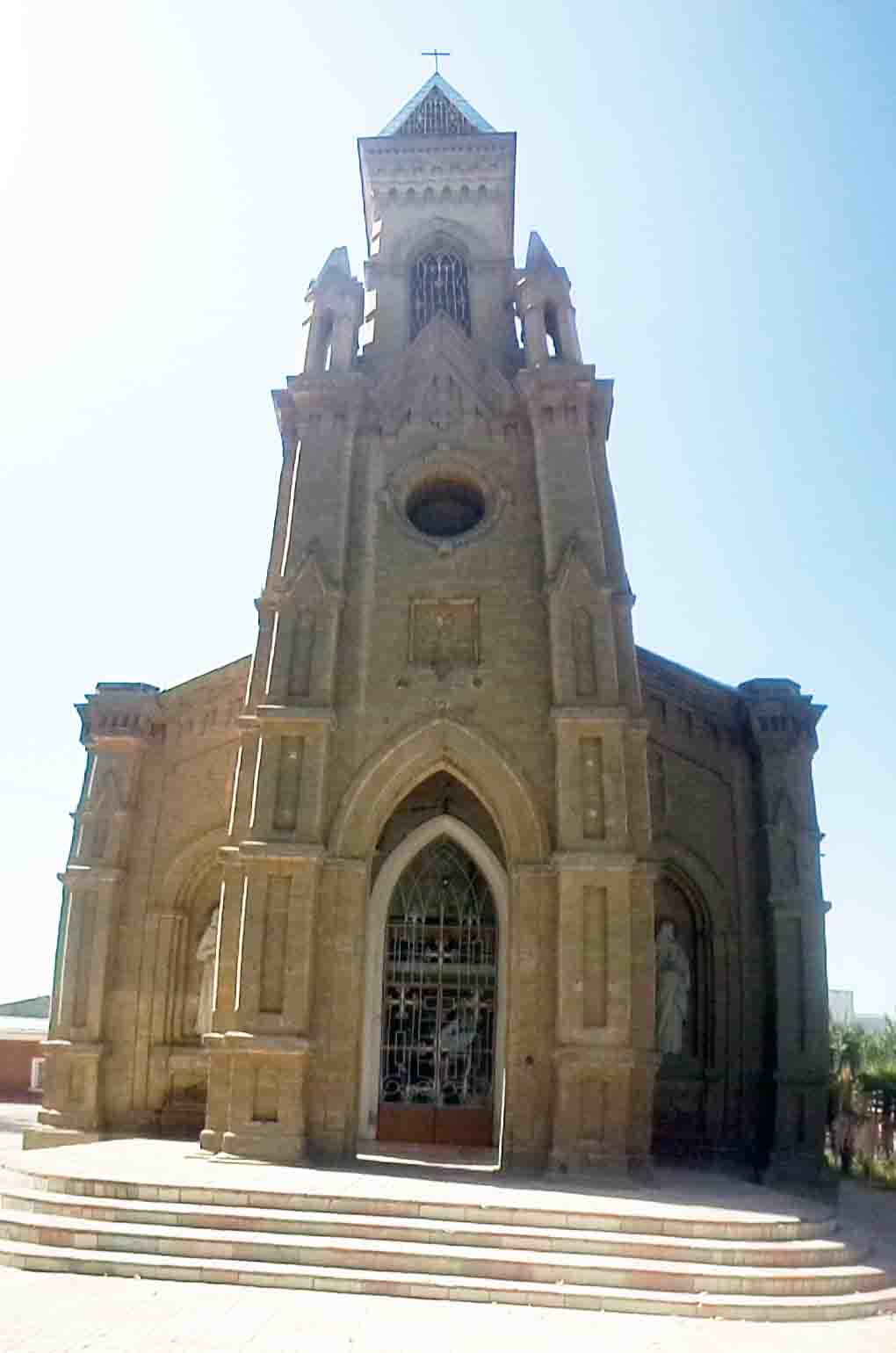
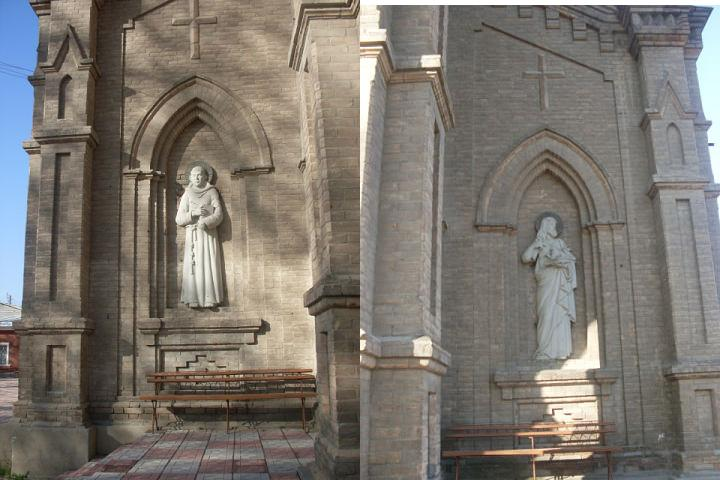
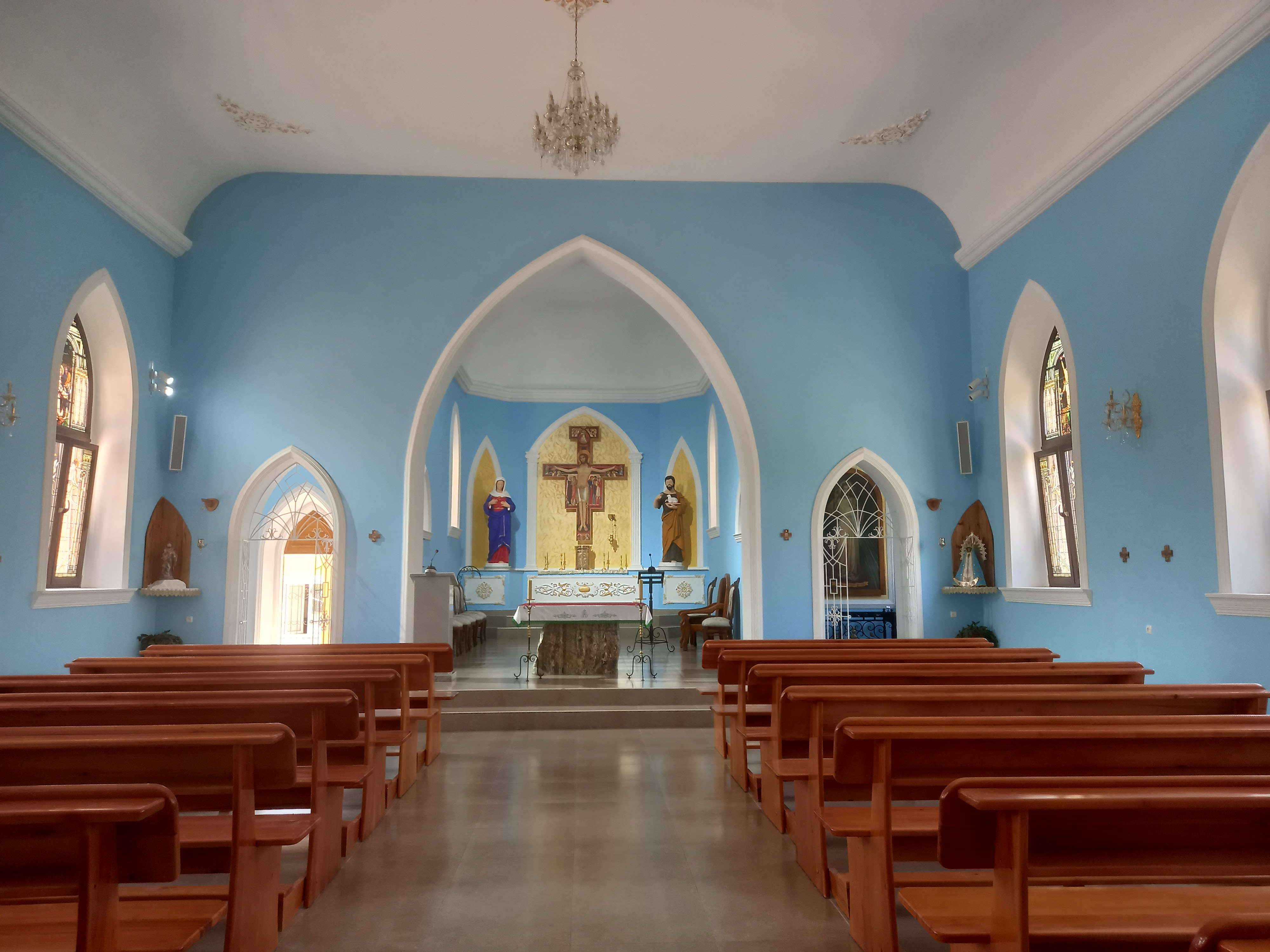
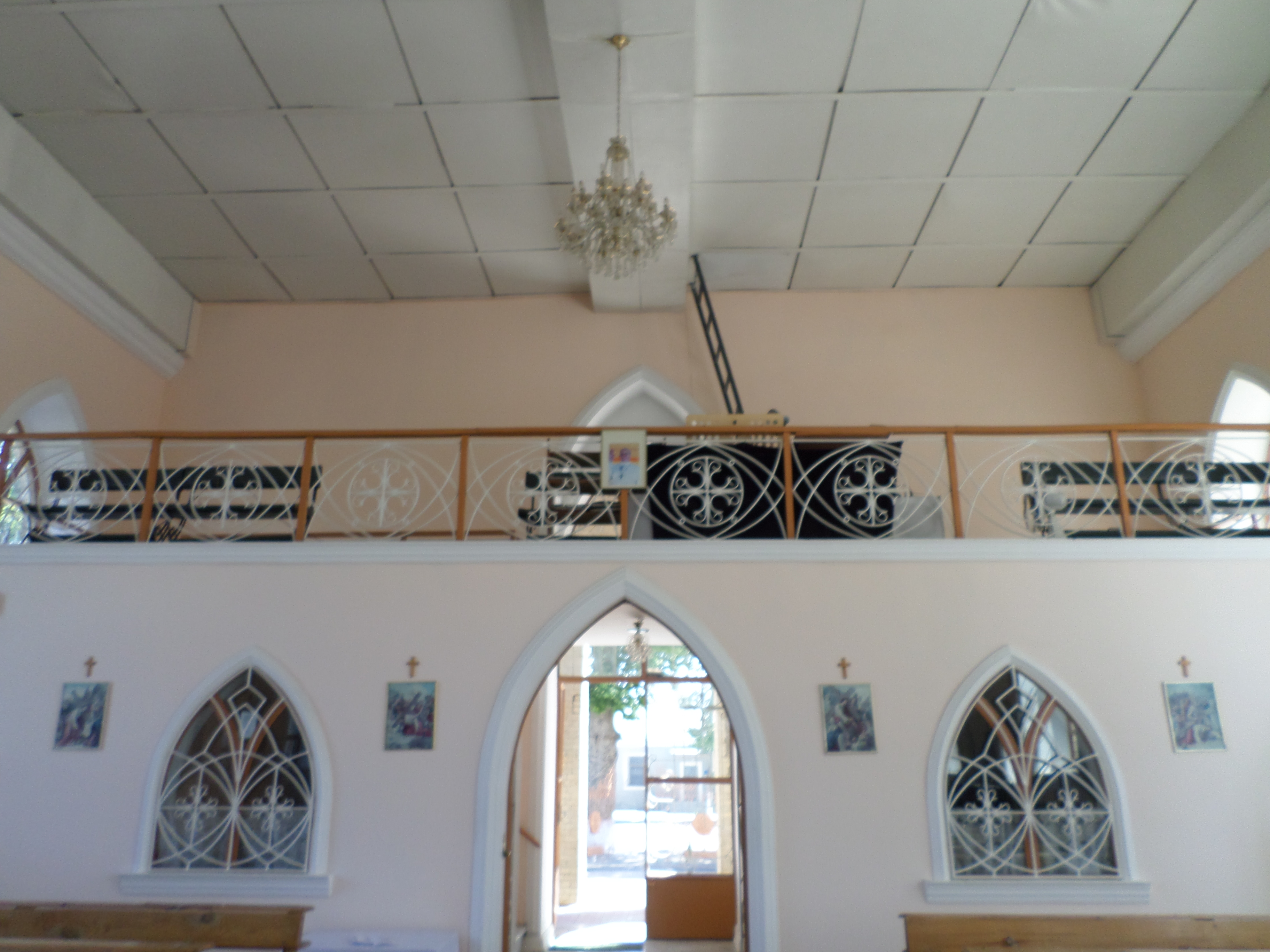